# Hofsøya Bygdemuseum
Hofsøya Bygdemuseum är en museigård på halvön Stonglandet i Senja kommun i Troms fylke i norra Norge. Den förvaltas av Midt-Troms Museum.
Hofsøya Bygdemuseum visar ett fiskerbondeboende med jordbruk med husdjur, korn- och potatisodling, kombinerat med fiske.
Gården består av bostadshus, ladugård, uthus, jordkällare, sommarladugård, kvarn och båthus. Det finns också ett skolhus, vars äldsta del är från 1860-talet och som har byggt till vid olika tillfällen fram till 1929.
Manbyggnaden Heimerstua, uppförd omkring 1875, visar en interiör från början av 1900-talet. Före Heimerstua var Gammelstua gårdens bostadshus, sannolikt från slutet av 1700-talet. I den finns bakutrustning och redskap för att göra mjöl, samt snickeriutrustning. I båthuset finns flera båtar, bland annat under vintern fembøringen Marcus Thrane.
En bit från gårdstunet finns ett fornminnesområde med flera gravhögar och husgrunder. Vid utgrävningarna på 1970-talet hittades bland annat spår av ett långhus från järnåldern.

## Historia
Ett par hundra meter från gårdstunet finns på Hamnhågen gravrösen. På Hofsøya har jordbruk bedrivits sedan åtminstone medeltiden. Hofsøya blev på ett klostergods, men kungen övertog detta vid reformationen. Staten sålde det vidare 1672 till en nederländsk godsägare som en stor del av ett större jordinnehav i Troms. Från 1704 ägde assessorn Peter Høyer i Trondheim en tiondedel av jorden på Senja, inklusive Hofsøya, och efter hans död köptes gården 1762 av arrendatorn på Stangnes Andreas Andersen. Dennes son övertog den 1799, varefter hans efterkommande sedan dess bodde på Hofsøya.